# Taifa di Ceuta
La Taifa di Ceuta era un regno di taifa medievale musulmano di al-Andalus, che nel corso della storia ha avuto come centro la città di Ceuta (Spagna), che, nel 1061, si proclamò regno indipendente, in seguito al distacco dalla Taifa di Malaga, dopo che quest'ultima era stata annessa alla Taifa di Siviglia.  

La taifa comprendeva il territorio nordafricano intorno alla città di Ceuta e a volte il suo territorio comprendeva anche la città di Tangeri, attualmente in Marocco.

La Taifa di Ceuta, nella parte inferiore della cartina.

## Storia
Secondo La web de las biografias il governatore di Ceuta, Saqqut, dipendente dalla Taifa di Malaga, nel 1061, si dichiarò indipendente e sovrano di Ceuta e del territorio circostante. Saqqut era un liberto, discendente dai Banu Barghawata.

Prese il titolo di lakab al-Mansur e coniò il proprio dinaro

Nel 1065 dovette opporsi, con successo, al tentativo di conquista di Abbad II al-Mu'tadid, signore della Taifa di Siviglia.

Nel 1076, quando gli Almoravidi portarono a termine la conquista di Ifriqiya, solo Ceuta resistette e si mantenne indipendente, come riporta il Muslim Spain and Portugal: A Political History of al-Andalus.

Saqqut morì nel 1079, combattendo a Tangeri e gli succedette il figlio, Yahya.
Yahya, a Tangeri, quando il padre fu ucciso in combattimento, riuscì a salvarsi e rifugiarsi a Ceuta, succedendogli nel titolo di Emiro.

Yahya governò Ceuta sino al 1083, quando gli Almoravidi conquistarono la città, com l'aiuto della flotta di Siviglia; Yahya venne catturato e immediatamente messo a morte.

## Lista degli Emiri
- Saqqut: 1061–1079
- Yahya: 1079–1083

Quando gli Almohadi conquistarono il Maghreb, Ceuta si installarono de ribelli berberi di origine Sous, ma, nel 1148, i ribelli furono sconfitti e subirono molte esecuzioni capitali.

In quell'anno, con la conquista di Tangeri e di Ceuta gli Almohadi avevano completato la conquista del Maghreb, corrispondente all'attuale Marocco.
Dopo che i Merinidi, verso il 1250 avevano sconfitto gli Almohadi, avevano il controllo di Ceuta, che persero verso il 1280, a favore dei Nasridi.
Dopo essere passata nuovamente sotto il controllo dei Merinidi, alleati degli Aragonesi, nel 1307, Ceuta ritornò sotto il dominio dei Nasridi, per poi ritornare sotto il controllo dei Merinidi, due anni dopo.
Nel secolo successivo Merinidi e Nasridi si contesero la città sinché venne annessa al regno di Granada finché, nel 1415, venne conquistata dal re del Portogallo.

### Fonti primarie
- (EN)  Muslim Spain and Portugal: A Political History of al-Andalus

### Letteratura storiografica
- Rafael Altamira, "Il califfato occidentale", in: «Storia del mondo medievale», Cambridge History of Middle Age, vol. II, 1999, pp. 477–515.]
- La recomquista